# 椰子涡螺
椰子涡螺（学名：Melo melo），俗稱木瓜螺、椰子螺、螺旋貝，是新腹足目涡螺科Melo属的一种。舊屬瓜螺属（Cymbium），現時獨立出來。

## 分佈
分布于印度、中国大陆的福建、广东、海南及新加坡、马来西亚、印度尼西亚、台湾。
常栖息在水深约五十到一百米温暖的浅海砂泥底，部份可生活在更深海域中。生活环境为海水。常见于较深的近海泥以及泥沙质的海底。该物种的模式产地在印度。
其螺肉可供食用，口感爽脆彈牙，加工後可做為鮑魚之代用食品。

## 美羅珍珠
美羅珍珠，又作「美樂珠」或「梅洛珍珠」，是螺珠的一種。一般來說，珍珠只會由殼內有珠母層的雙殼綱物種才可以產出。與一般出產珍珠的真珠蛤属不同，椰子渦螺的螺殼並沒有珠母層。GIA及CIBJO對於指定多個渦螺物種所產出的珍珠稱作「美羅珍珠」（又或有時採用「非珠母珍珠」這種描述名稱），取代過往使用的「鈣質分泌物」 ；而根據美國的聯邦貿易局（FTC）規定， 多種珍珠在貿易時可以無需在「珍珠」之前再加上額外的形容詞。美羅珍珠形成的過程，就跟其他珍珠在其他貝殼類的身體內形成的過程一樣。
由於直到現時美羅珍珠也無法人工養殖，所以也特別珍貴，在拍賣會上的市價可達三百萬元新台幣（即十萬美元）。